# 自然键轨道理论
自然键轨道理论（缩写：NBO）是一种对密度矩阵部分对角化，从而将分子轨道部分定域化的量子化学理论。广义地说，根据对角化和定域化的程度不同，该理论中研究的轨道包括自然原子轨道（缩写：NAO, 详情请见），自然杂化轨道（缩写：NHO），自然键轨道（缩写：NBO）和自然半定域化分子轨道（缩写：NLMO）。这些自然轨道可以视作从原子轨道线性组合得到分子轨道的中间步骤，按照定域化的程度由低到高，它们的关系如下：
原子轨道 → NAO → NHO → NBO → NLMO → 分子轨道
在计算化学中，自然（定域化）轨道用于计算电子密度在原子上与在分子间的键上的分布。这些轨道在相应的单原子或双原子区域内具有“最大占据数”的特点。也就是说，以自然轨道为基表示一阶约化密度算符时，矩阵的对角元能够尽可能大，通常可以非常接近或达到2。于是自然键轨道就给出了波函数对应的最主要的自然路易斯结构。自然 Lewis 结构上对应的自然键轨道占据数通常包括了绝大部分的电子密度，对于常见的有机分子，能达到 99% 以上。
自然轨道的概念最早由 Per-Olov Löwdin 在1955年引入，指的是对应于一个多电子波函数的唯一的一组具有最大占据数的单电子波函数。